# 백병동
백병동(白秉東, 1936년 1월 26일 ~ )은 대한민국의 작곡가이다. 서울대학교 음악대학 명예교수 및 백석대학교 석좌교수를 지냈다.
서울대학교 음악대학 작곡과를 졸업 후 독일 하노버 국립음대에서 작곡가 윤이상을 사사했다. 1961년 신인 예술상을 필두로 대한민국 작곡상(1977, 1990년), 대한민국 무용제 음악상(1982년), 서울시 문화상(1983년), 한국음악상(1995년), 올해의 예술상(2006년), 등을 수상하였다.

## 학력
- 서울대학교 음악대학 작곡과 학사
- 독일 하노버 국립 음악대학교 음악대학원 작곡과 석사

## 주요 경력
- 1973년-1976년 이화여자 대학교 음악대학 교수
- 1976년-1988년 서울대학교 음악대학 교수
- 1988년-현재 서울대학교 음악대학 명예교수
- 2004년 명예박사학위 수여
- 2004년-2010년 백석대학교 석좌교수
- 2008년-2010년 한국문화예술위원회 제2기위원

## 주요 작품
- 관현악곡, 현악합주곡
  - 교향적 3장(1962)
  - 침체된 음향(1962)
  - 목관과 현을 위한 조곡(1963)
  - 소프라노와 관현악을 위한 ‘진여(眞如)’(1969)
  - 관현악을 위한 ‘정취(情趣)’(1971)
  - 83주자를 위한 ‘변용(變容)’(1974)
  - 3개의 오보에와 관현악을 위한 ‘진혼(鎭魂)’(1974)
  - 관현악을 위한 ‘아비스’(1978)
  - 2개의 혼과 현악합주를 위한 ‘추흥사(秋興詞)’(1981)
  - 현악합주를 위한 ‘여울목’(1982)
  - 관현악을 위한 ‘산수도(山水圖)’(1983)
  - 비올라와 실내악을 위한 ‘파사칼리아’(1983)
  - 관현악을 위한 ‘포구(浦口)’(1986)
  - 관현악을 위한 ‘9월에’(1987)
  - 관현악을 위한 ‘진혼(鎭魂)’(1992)
  - 일본악기를 위한 ‘시나위’(1995)
  - 관현악을 위한 2장(1996)
  - 콘체르탄테 오스티나토(1999)
  - 혼과 관현악을 위한 ‘겨울잔치’(2000
  - 관현악을 위한 ‘해조음’(2000)
  - 현을 위한 ‘부러진 기둥’(2003)
  - 현을 위한 3장(2006)
- 협주곡
  - 첼로 협주곡 `69(1969)
  - 비올라와 관현악을 위한 협주곡(1972)
  - 피아노와 관현악을 위한 협주곡(1974)

- 실내악곡
  - 바이올린 소나타(1960)
  - 피아노 트리오(1960)
  - 두 악기를 위한 12음과 세조각의 단상(1961)
  - 첼로 소나타(1962)
  - 현악4중주 1번(1963)
  - 세 악기를 위한 콘트라스트(1964)
  - 첼로 소나타 No.2(1966)
  - 세 주자를 위한 ‘세엽(細葉)’(1971)
  - 일곱 주자를 위한 ‘에스하베’(1972)
  - 두 대의 하프를 위한 ‘방황’(1973)
  - 실내(室內)(1973)
  - 목관5중주곡(1975)
  - 제 2 현악4중주곡(1977
  - 일곱 악기를 위한 고전조곡(1977)
  - 피아노, 바이올린, 첼로를 위한 ‘에피그람’(1978)
  - 인성(여성)과 콘트라바스를 위한 ‘프롤로그와 에필로그’(1978)
  - 다섯 악기를 위한 ‘시나위’(1979)
  - 타악기 앙상블을 위한 ‘파사칼리아’(1979)
  - 플륫, 기타ㅡ 첼로를 위한 ‘소리’(1981)
  - 두 대의 기타를 위한 ‘기타리아나’(1984)
  - 피아노 트리오(1985)
  - 플륫, 클라리넷, 기타, 비올라, 콘트라바스를 위한 ‘명(冥)’(1978)
  - 바이올린과 피아노를 위한 ‘별곡(別曲)`87’(1987)
  - 제 2 실내협주곡(1988)
  - 마림바와 두 타악기주자를 위한 ‘반향’(1988)
  - 첼로와 콘트라바스를 위한 5개의 조곡(1989)
  - 첼로와 피아노를 위한 다섯 개의 소품(1990)
  - 피아노와 타악기를 위한 DUO(1990)
  - 목관5중주곡 제2번(1999)
  - 인간이고 싶은 아다지오(2004)

- 기악독주곡
  - 어린이를 위한 조곡(1957)
  - 송해섭의 주제에 의한 7변주곡(1959)
  - 피아노 소나타(1960)
  - 피아노를 위한 ‘세개의 소묘’(1961)
  - 서정주제에 의한 ‘파라프레이즈’(1963)
  - 피아노를 위한 고전조곡(1963)
  - 오보에와 피아노를 위한 ‘운(韻)-I’(1970)
  - 피아노를 위한 ‘운(韻)-II’(1972)
  - 하프를 위한 ‘운(韻)-III’(1973)
  - 피아노를 위한 3개의 바가텔(1973)
  - 무반주 첼로를 위한 4개의 소품(1975)
  - 피아노를 위한 ‘선에 관한 각서’(1978)
  - 피아노를 위한 ‘연계(連繼)’(1978)
  - 바이올린을 위한 ‘운(韻)-IV’(1978)
  - 트럼본과 현을 위한 ‘운(韻)-V’(1979)
  - 조그마한 밤의 노래(1979)
  - 플륫과 피아노를 위한 ‘운(韻)-VI’(1981)
  - 네손을 위한 ‘선에 관한 각서’(1982)
  - 한 명의 플륫주자를 위한 ‘3부작’ (1982)
  - 피아노를 위한 ‘소나테 소노르’(1985)
  - 챔발로를 위한 3개의 바가텔(1988)
  - 기타를 위한 ‘담즙(淡汁)’ (1990)
  - 독주 바이올린을 위한 ‘파사칼리아’ (1997)
  - 스크럴 판타지(2006)

- 가곡
  - 늪 (1957) score
  - 동백꽃 (1957)
  - 창 (1960)
  - 푸른 묘비들이여! (1960)
  - 부다페스트에서의 소녀의 죽음 (1960)
  - 기분전환 (1960)
  - 연정 (1960)
  - 소라 (1961)
  - 남으로 창을 내겠오 (1961)
  - 자장가 (1961)
  - 빠알간 석류 (1962)
  - 나그네 (1964)
  - 마을 (1964)
  - 빈약한 올훼의 회상 (1966)
  - 삼매 I (1966)
  - 화장장에서(1968)
  - 강강술래 (1968)
  - 어둠과 시간과 (1968)
  - 아리랑 (1968)
  - 진혼가 (1973)
  - 플륫과 소프라노를 위한 ‘아침(1973)’
  - 곡(哭)! 신동엽(1973)
  - 세 개의 플륫과 소프라노를 위한 ‘아침’ (1975)
  - 자주구름(1976)
  - 아침 (1977)
  - 추억 (1987)
  - 삼매 II (1987)
  - 바다와 나비 (1988)
  - 귀천 (1993)
  - 물수제비(관현악 반주) (1994)
  - 계절그리기 (1995)
  - 꽃에 관한 네 개의 가곡(관현악 반주) (1996)
  - 겨울 (1997)
  - 허행초 (2000)
  - 그리움이(2008)
  - 어둠(2008)

- 국악곡
  - 가야금을 위한 ‘실내음악’ (1965)
  - 가야금과 여섯악기를 위한 ‘실내음악’ 2번 (1972)
  - 가야금을 위한 ‘신별곡(新別曲)’ (1972)
  - 가야금을 위한 ‘명(冥)’ (1975)
  - 국악합주곡 ‘운락(韻樂)’ (1976)
  - 국악합주를 위한 ‘대사(對斜)’ (1977)
  - 가야금을 위한 ‘정취’ (1977)
  - 대금과 양금을 위한 ‘대사-II’ (1978)
  - 타악기 합주곡 ‘사라진 영을 위하여’ (1983)
  - 합창과 국악 관현악을 위한 ‘가요삼제’ (1985)
  - 가야금, 훈, 좌고를 위한 ‘환명(還冥)’ (1988)
  - 가야금 3중주곡 ‘담즙(淡汁)’ (1992)
  - 대금5중주곡 ‘사잇소리’ (1994)
  - 해금과 양금을 위한 ‘오늘. 98년 9월’ (1998)
  - 합주곡 ‘녹향송’ (1998)
  - 합주곡 ‘99년을 땅에 묻다’ (1999)
  - 명(冥)II (2004)
  - 여창가곡 ‘불꽃이 있어야 불을 붙이죠’ (2004)
  - 가야금과 다섯 개의 악기를 위한 실내음악 제 3번 (2006)
  - 가야금을 위한 주제와 변주 (2007)
  - 첼로와 국악 관현악을 위한 4장 (2007)
  - 가야금과 현 합주를 위한 서완조 (2010)

- 무용음악
  - 춘향전 (1972)
  - 덫 (1978)
  - 창살에 비친 3개의 그림(1980)
  - 징깽맨이의 편지(1981)

- 극음악
  - 노비문서 (1973)
  - 이화부부 (1977)
  - 신화 1900 (1982)

- 어린이를 위한 음악
  - 파란풍선 (1977)

- 합창곡
  - 대사 더듬기(1975)
  - 밤의 강(1976)

- 칸타타
  - 산하여! 아침이여! (1984)
  - 교성곡 ‘육이오’ (1990)

- 오페레타
  - 석가탑 (1967)

- 오페라
  - 이화부부 (1986)
  - 사랑의 빛(1999)
  - 눈물 많은 초인(2001)

## 저서
- 음악이론 - 현대음악출판사 (1977)
- 일곱 개의 페르마타 - 문예비평사 (1979)
- 소리 혹은 속삭임 - 도서출판 은애 (1981)
- 화성학 - 수문당 (1984)
- 교양의 음악 - 지학사 (1985)
- 현대음악의 흐름 - 수문당 (1990)
- 현대음악에의 접근을 위한 비교 작곡가론 - 음악춘추사 (1996)
- 新別曲(가야금: 김해숙) (1987)
- 세 개의 바가텔(쳄발로; 혼다 마찌오) - The 17th Pan Music Festival (1989)
- 다섯 악기를 위한 冥 - 한•소 교류 기념음반 (1990)
- 9月에(KBS 교향악단) - 창악회 작품집 Vol. 18 (1991)
- 여울목(서울바로크 합주단) - Korean Musicians 17 (1994)
- CONTRA (M. Takahashi; Ultra Percussion) (1995)
- 백병동 작품집 Vol. I, Vol. II (1996)